# Томи Пол
Томи Пол (на английски: Tommy Paul) е американски тенисист.

## Биография
Томи Пол е роден на 17 май 1997 г. в Вурхийс, Ню Джърси. Пол има връзка с инфлуенсърката Пейдж Лоренце от 2022 г., като са забелязвани заедно на различни събития.

## Кариера
Томи Пол достига най-високо в кариерата си класиране на сингъл в ATP, като световен номер 12, постигнато на 2 октомври 2023 г., и номер 97 на двойки, постигнато на 12 септември 2022 г. Той печели първата си ATP титла на Стокхолм Оупън през 2021 г. Достига до полуфинал на Откритото първенство на Австралия през 2023 г.

## Кариерна статистика

### ATP финали (4 титли; 7 финала)
|        | П–З | Година | Турнир                 | Клас      | Настилка   | Опонент             | Резултат           |
| ------ | --- | ------ | ---------------------- | --------- | ---------- | ------------------- | ------------------ |
| Победа | 1–0 | 2021   | Стокхолм Оупън         | 250 серии | Твърда (з) | Денис Шаповалов     | 6–4, 2–6, 6–4      |
| Загуба | 1–1 | 2023   | Мексико Оупън          | 500 серии | Твърда     | Алекс де Минор      | 6–3, 4–6, 1–6      |
| Загуба | 1–2 | 2023   | Истборн Интернешънъл   | 250 серии | Трева      | Франсиско Серундоло | 4–6, 6–1, 4–6      |
| Победа | 2–2 | 2024   | Далас Оупън            | 250 серии | Твърда (з) | Маркос Гирон        | 7–6(7–3), 5–7, 6–3 |
| Загуба | 2–3 | 2024   | Делрей Бийч Оупън      | 250 серии | Твърда     | Тейлър Фриц         | 2–6, 3–6           |
| Победа | 3–3 | 2024   | Куинс Клъб Чемпиъншипс | 500 серии | Трева      | Лоренцо Музети      | 6–1, 7–6(10–8)     |
| Победа | 4–3 | 2024   | Стокхолм Оупън         | 250 серии | Твърда (з) | Григор Димитров     | 6–4, 6–3           |